# 中村健 (声楽家)
中村 健（なかむら たけし、1932年（昭和7年）2月1日 - ）は、日本の声楽家（テノール・カウンターテノール）、オペラ歌手、音楽教育者、合唱指揮者。本名：中村 雄。

## 経歴
東京都出身。1958年（昭和33年）東京藝術大学音楽学部声楽科卒業。畑中良輔に師事。
オペラデビューは1959年（昭和34年）ロッシーニ『セビリアの理髪師』のアルマヴィーヴァ伯爵。オペラでの出演歴はきわめて多数にのぼり、二期会、東京室内歌劇場を主に、昭和音楽大学オペラ情報センターに記録されているだけでも127回を数える。主演したオペラは70曲を超えているという。「オペラ界での長年の活躍と日本初演作上演への貢献も著しい往年の名テナー」である。
合唱指揮者としては、1960年（昭和35年）から立教大学グリークラブ男声の常任指揮者に就任し、渡欧前の1969年（昭和44年）まで定期演奏会の指揮者を務めている。1964年（昭和39年） - 1969年（昭和44年）には東京六大学合唱連盟合唱連盟定期演奏会のステージにも上っている。
1970年（昭和45年）ウィーン留学。リリー・コラー教授に師事。
さらに『マタイ受難曲』『ヨハネ受難曲』『メサイア』など、宗教曲のソリストとして、また日本歌曲のスペシャリスト、コンサートシンガーとしても幅広い活躍をし、レコード・CDも数多くだしている。2002年（平成14年）5月二期会創立50周年記念「30日連続演奏会」に出演、好評を博す。2010年（平成22年）10月、二期会ゴールデンコンサート in 津田ホールでは、リヒャルト・シュトラウスの歌曲を披露している。
2012年（平成24年）青山葬儀所での「畑中良輔先生お別れの会（主催：青の会）」では実行委員長を務めた。
財団法人東京二期会元理事、二期会オペラ研修所元所長、日本オペラ団体連盟元副理事長、日本演奏連盟元理事、東京室内歌劇場元運営委員長（1984 - 1994）。2013年（平成25年）藤沢市民オペラ『フィガロの結婚』において総監督を務める。
昭和音楽大学教授、国立音楽大学教授、同大学院院教授、東京藝術大学講師、尚美学園大学教授、尚美学園大学名誉教授を経て、現在、尚美学園大学大学院客員教授。二期会名誉会員。
優れた門下生を多く育てており、門下生が「萌の会」を組織して演奏会を開催している。2012年（平成24年）に開催された「中村健傘寿記念萌の会第16回特別演奏会」の出演者は以下のとおり。ソプラノ：小林厚子、平川千志保、山口道子、山本香代、吉田恭子、メゾソプラノ：岩森美里、奥野恵子、小林由佳、西けい子、カウンターテナー：彌勒忠史、テノール：秋川雅史、井ノ上了吏、辻裕久、中村健、安冨泰一郎、バリトン：大森いちえい、成田博之、バス：斉木健詞、ピアノ：河原忠之、花岡千春。他にも著名な門下生として、ともに指揮者の及川貢、三澤洋史などがいる。

## 受賞歴
- 1958年（昭和33年）第27回日本音楽コンクール声楽部門第1位[15]
- 1975年（昭和50年）第3回ウィンナーワルド・オペラ賞[2]

## 家族
- 妻も声楽家（ソプラノ）の中村邦子（旧姓：大庭）
- 息子はサクソフォーン奏者の中村健佐[16]

## 主なディスコグラフィー
- 瀧廉太郎作品集（オムニバス）1993/5/21 ビクターエンタテインメント
- 山田耕筰 歌劇『黒船』1997/4/23 EMIミュージック・ジャパン
- 大中恩『島よ』2006/3/31 日本伝統文化振興財団
- 山田耕筰没後50年特別企画『山田耕筰 歌曲集』（オムニバス）2015/10/21 ビクターエンタテインメント
- 清水脩『山に祈る』2006/3/31 日本伝統文化振興財団
- 日本合唱曲全集『島よ』大中恩作品集 (1) 2005/10/21 日本伝統文化振興財団
- 二期会メンバーのプリモ・ウォーモたちによる美しき日本語の歌 心の歌 2011/2/2 日本コロムビア
- 〈COLEZO!〉日本の名歌ベスト 2005/3/9 ビクターエンタテインメント
- 〈COLEZO!〉世界の愛唱歌ベスト－ローレライ サンタ・ルチア 2005/3/9 ビクターエンタテインメント
- ローレライ/世界の愛唱歌 1991/11/25 ビクターエンタテインメント
- カタリ・カタリ 波浮の港 中村 健 愛唱歌集 ビクターエンタテインメント
- 世界の愛唱歌 ベストコレクション (1)（オムニバス）2003/6/21 ビクターエンタテインメント